# Bielke
För den danska och norska ätten, se Bielke (Danmark och Norge).
Bielke är en svensk uradlig ätt från Småland. Den svenska Bielkeätten har synbart inget påvisbart samband med den skånsk-danska eller norska Bielkeätten. En gren blev grevlig 1687 och introducerades på riddarhuset med nr 29, denna ätt fortlever.
Skölden innehåller noga taget inte någon bjälke; den är med dagens terminologi tre gånger delad i guld och blått. Hade den innehållit ytterligare ett blått fält överst, kunde den ha beskrivits som "i blått fält två bjälkar av guld". Detta gäller även den friherrliga ätten Bielke nr 6, den adliga ätten Bielke af Åkerö nr 8 samt de ointroducerade friherrliga ätterna Bielke till Leckö och Bielke till Wijk, vilkas vapen samtliga skiljer sig från den grevliga ättens endast genom utformningen av hjälmar och kronor.

## Historia
Dess tidigaste med säkerhet kända medlem är den enbart genom sönernas patronymikon kände Kettil. En text från 1600-talet på Riddarhuset anger med oklart ursprung att Kettils far skulle ha hetat Bengt, men någon sådan person kan inte återfinnas i medeltida källor. Teorier har också framförts att han skulle vara identisk med den småländske frälsemannen Kettil Pedersson som omtalas 1266 och 1268, teorin är grundad på godsinnehav, särskilt Skärbäcken och Holkaryd, men några belägg för teorin finns inte.
Två söner till Kettil är kända, Nils Kettilsson (Bielke) och Ture Kettilsson (Bielke), den förre var riddare och den senare riksråd och riddare. Från den senare härstammar den på riddarhuset introducerade grenen.
Familjenamnet upptogs först av riksrådet Ture Pedersson Bielke, som dog 1577, varför samtliga släktmedlemmar före honom skrivs med namnet Bielke inom parentes.
Den adliga obetitlade släktgrenen Bielke af Åkerö, vilken 1625 introducerades på Riddarhuset i riddarklassen med nummer 8, utslocknade 1647.

## Friherrliga ätten Bielke
Tures söner Svante och Nils Bielke, blev 1608 friherrar, och från den senares sonson, Nils Bielke (1644–1716), vilken blev greve 1687, härstammar den nu levande grevliga grenen av ätten.
Den 1569 upphöjda friherrliga grenen utslocknade sannolikt i början av 1600-talet och den 1608 upphöjda friherrliga grenen 1792.

## Grevliga ätten Bielke
Den grevliga grenen fortlever och är näst Natt och Dag den äldsta levande svenska adelsätten.

## Kända medlemmar
Svensk drottning:
- Gunilla Bielke (1568–1597), gift med kung Johan III[6]

Övriga:
- Nils Kettilsson (Bielke) omtalad 1295–1304, riddare
- Ture Kettilsson (Bielke) omtalad 1283–1322, riksråd
- Erik Turesson den äldre (Bielke), död omkring 1328, riddare och diplomat
- Bengt Turesson (Bielke) omtalad 1341–1358, riksråd
- Nils Turesson (Bielke) död 1364 marsk
- Sten Turesson (Bielke) död 1350, riddare, riksråd och marsk
- Sten Bengtsson (Bielke), död 1408, marsk
- Ture Bengtsson (Bielke) den yngre död ca 1414, riddare och riksråd
- Ture Stensson (Bielke), död 1425, svensk lagman

1. Birgitta Turesdotter (Bielke) (–1436), gift före 1429-03-01 med kung Karl Knutsson (Bonde).
2. Erik Turesson (Bielke) (–1450), gift år 1446 med sin styvmoders dotter Birgitta Kristiernsdotter (Vasa) (–1473).
3. Sten Turesson (Bielke), död ung efter modern.
4. Bengt Turesson (Bielke), (1424–25)
5. Ture Turesson (Bielke) (1425–90)

- Birgitta Stensdotter (Bielke) (död omkring 1462), farmors mor till Gustav Vasa
- Sten Turesson (Bielke) död 1431, riksråd, Karl Knutsson Bondes fosterfar
- Ture Turesson (Bielke), död omkring 1490, riksråd och marsk
- Erik Turesson den yngre (Bielke) död 1511, riddare och riksråd
- Peder Turesson (Bielke), död 1520, riksråd
- Anna Eriksdotter (Bielke) död ca 1525, befälhavare på Kalmar slott
- Barbro Eriksdotter (Bielke), död 1553 godsägare
- Axel Eriksson (Bielke), död 1559, riddare och riksråd
- Ture Eriksson (Bielke) död 1533/34 riddare och riksråd
- Ture Pedersson (Bielke) (cirka 1514–1577), svenskt riksråd
- Nils Pedersson Bielke, död 1550, häradshövding
- Johan Axelsson (Bielke) död 1576, riksråd och ståthållare över Östergötland
- Hogenskild Bielke (1538–1605), svenskt riksråd
- Claes Bielke (1544–1623), svenskt riksråd
- Ture Nilsson Bielke, riksråd (1548–1600, avrättad)
- Svante Turesson Bielke (1567–1609), friherre, rikskansler
- Nils Turesson Bielke (1569–1639), den föregåendes bror, friherre, riksråd
- Ebba Bielke (1570–1618), adelsdam dömd för förräderi
- Sten Svantesson Bielke (1598–1638), svenskt riksråd och diplomat
- Gustaf Bielke (1618–1661), hovrättspresident, diplomat och kammarherre
- Sten Nilsson Bielke (1624–1684), svensk amiral och riksskattmästare
- Nils Bielke (1644–1716), greve, stamfar för grevliga grenen av ätten, Bielke af Åkerö
- Ture Stensson Bielke (1655–1717) landshövding
- Carl Gustaf Bielke (1683–1754) general
- Ture Gabriel Bielke (1684–1763), general och riksdagsman
- Nils Bielke (1706–1765), greve och påvlig ämbetsman
- Sten Carl Bielke (1709–1753), svensk friherre och riksdagsman
- Nils Adam Bielke (1724–1792), riksråd och landshövding
- Ture Bielke (1742–1792), friherre, delaktig i mordet på Gustav III. Begick självmord och slöt den friherrliga grenen Bielke.
- Gustaf Thure Bielke (1762–1833), godsägare
- Axel Gabriel Bielke (1800–1877), kammarherre och konstsamlare